# 完顏陳和尚
完顏陳和尚（1192年—1232年），本名彝，字良佐，小字陳和尚，另有翻譯為完顏禪華善。中国金朝末年的將領，曾於大昌原之役等戰役中擊敗蒙古軍隊。

## 生平
豐州人（今内蒙古自治区呼和浩特東），萧王完颜秉德的后裔，父親為階州軍事完顏乞哥。完顏陳和尚曾經讀過孝經、左傳，會寫牛毛細字，被視為儒將。
金宣宗贞祐年間，即1213年，蒙古军攻入金地，占领丰州。当时完颜陈和尚二十岁，被蒙古军俘虏，受到蒙古将领的器重，供役于木华黎之子安童帐下。其母仍留居丰州，由族兄完颜斜烈奉养。他遂以探望母亲为名请还丰州，离开大军，安童遣一军监视同至丰州。完颜陈和尚与完颜斜烈劫杀监卒，夺马十余匹，奉母南逃。不料被蒙古兵發覺，合騎追擊。他們棄馬走小路得以逃脫。母年高不能行走，載以鹿角車，二人共輓，南渡黃河歸金。
金宣宗聞知，以完顏斜烈有世爵（猛安謀克世爵）授都統，完顏陳和尚試補護衛，宣宗知其有才，未幾轉為奉禦。後因其兄完颜斜烈戰功卓著，先後被封為侍卫、紫薇軍督尉、忠孝軍提控。
1229年，完顏陳和尚以四百騎的忠孝軍，在大昌原擊敗赤老溫率領的八千名蒙古軍隊，解除當時蒙古軍的慶陽之圍，並被封為定遠大將軍、平涼府判官、世襲謀克等職；1230年，完顏陳和尚又率軍於衛州擊敗史天澤率領的蒙古軍，1231年又於倒回谷战役擊敗速不台的軍隊。之後金哀宗逃往河南，完顏陳和尚也率軍前往，結果在三峰山之役中失利而退走鈞州，與移剌蒲阿同样被俘，拒絕投降，被砍斷腳，割開嘴，噴血大罵不屈而死。蒙軍主將佩服他的忠義，以酒灑地祝禱：「好男子，他日再生，當令我得之。」同年六月赠镇南军节度使。